# Inessa Armand
Inessa Armand, nacida Elisabeth Inés Stéphane de Herbenville (París, 8 de mayo de 1874-Beslán, 24 de septiembre de 1920) fue una política y revolucionaria francesa que vivió la mayor parte de su vida en Rusia.

## Biografía
Nació en París y su madre, Nathalie Wild, era una actriz de contenido erótico de ascendencia francesa e inglesa y su padre, Théodore Pécheux d'Herbenville, un famoso cantante de ópera que murió cuando Armand solo tenía cinco años. Debido a esto se crio junto a su abuela y su tía, ambas profesoras que vivían en Moscú.
A los 18 años se casó con Alexander Armand, el hijo de un rico industrial textil ruso, con el que tuvo cuatro hijos aunque también, cuidaba del hijo del hermano de su marido. Juntos abrieron una escuela para hijos de campesinos en los alrededores de Moscú. En este tiempo Armand también ingresó en una organización caritativa dirigida a mujeres que ejercían la prostitución en la capital rusa.

## Inicios en la política
En 1903 ingresó de forma clandestina en el Partido Obrero Socialdemócrata influida por las ideas revolucionarias de su cuñado, Boris Armand. En junio de 1907 fue condenada por distribuir propaganda ilegal a dos años de destierro en Mezén, ciudad del norte de Rusia.
En noviembre de 1908 Armand escapó de Rusia y retornó a París, donde conoció a Vladimir Lenin y otros líderes revolucionarios exiliados en Francia. Inessa interrumpiría sus trabajos para doctorarse y comenzaría a colaborar estrechamente con los comunistas alcanzando la secretaría del Comité de Relaciones Exteriores que se formó para coordinar todos los grupos bolcheviques en Europa occidental.
Armand volvió a Rusia en julio de 1912 para colaborar en la organización de la campaña bolchevique a la Duma. Dos meses después fue arrestada y encarcelada. No sería liberada hasta marzo de 1913 y bajo fianza. Una vez más abandonó de forma ilegal Rusia para vivir con Lenin y Nadezhda Krupskaya en la región polaca de Galitzia, donde escribió artículos para la revista feminista y revolucionaria Rabotnitsa, “(la) trabajadora”, en ruso.
Durante la Primera Guerra Mundial, Armand se mostraba enfadada con la política de no luchar contra el esfuerzo de guerra tomada por la mayoría de los partidos socialistas europeos. Por ello, apoyó a Lenin en la distribución de propaganda antibelicista en Europa. También ayudó a Lenin a fundar una escuela de formación marxista en la comuna francesa de Longjumeau. En marzo de 1915, Armand se mudó a Suiza y organizó allí la Conferencia Internacional de Mujeres Socialistas, opuesta a la guerra.

## Armand y la Revolución rusa
El 2 de marzo de 1917, el zar Nicolás II abdicó y dejó el país en manos del gobierno provisional. Los bolcheviques, entonces en el exilio, estaban desesperados por volver a Rusia para influir en el rumbo político del país. El ministro de asuntos exteriores alemán dispuso un tren especial hacia Petrogrado para Armand, Lenin y otros 26 líderes comunistas con la esperanza de que sus actividades de agitación antibelicistas ayudasen a lograr un armisticio en el frente oriental.
Tras la revolución, Armand formó parte de la ejecutiva del Soviet de Moscú, puesto desde el que criticó duramente la firma del Tratado de Brest-Litovsk. En el Congreso de Mujeres Obreras y Campesinas de 1918 pronunció un sorprendente discurso sobre la liberación femenina de las tareas del hogar:

Bajo el capitalismo, la mujer obrera debe soportar el doble fardo de trabajar en la fábrica y luego realizar las tareas domésticas en el hogar. No solamente debe hornear y tejer para el patrón, sino que también debe lavar, limpiar y cocinar para su familia… Pero hoy es diferente. El sistema burgués está en vías de desaparición. Nos acercamos a la época de construcción del socialismo. Para reemplazar los millones y millones de pequeñas unidades económicas individuales, de cocinas rudimentarias, malsanas y mal equipadas y el incómodo lavado a colada, debemos crear estructuras colectivas ejemplares, de cocinas, comedores y lavanderías.
Inessa Armand

Tras regresar a Petrogrado desempeñó hasta 1920 la jefatura de Zhenotdel, una organización que reclamaba la igualdad de sexos en el Partido Comunista y los sindicatos soviéticos. Desde allí, apoyó la legislación a favor del aborto, luchó contra la prostitución, e impulsó la mejora de protección social de madres e hijos y la participación política en el régimen de las mujeres obreras y campesinas.
Durante la primavera de 1920 impulsó la aparición del periódico comunista Kommunistka, entre cuyos temas destacaban «los aspectos principales de la emancipación femenina y si debía efectuarse un cambio profundo en la relación entre sexos». El quinto número de esta publicación publicaría el obituario de la propia Inessa que moriría en Beslán tras contraer el cólera durante unas vacaciones en el Cáucaso. Sus restos descansan en la Necrópolis de la Muralla del Kremlin de Moscú.

## Armand en la cultura popular
Armand ha sido caracterizada en el cine en las películas Lenin en París (1981, por Serguéi Yutkévich), El tren de Lenin (1987, por Dominique Sanda) y All My Lenins (1997, por Janne Sevchenko). También fue retratada como la heroína en la novela de ficción Seven Days to Petrograd (1988, Penguin Books) de Tom Hyman ambientada en el viaje de vuelta del exilio a dicha ciudad por parte de Lenin e Inessa.
Su aventura con Vladimir Lenin se ocultó en la propia URSS para no dañar la imagen idealizada de Lenin como un marido fiel transmitida por la propaganda soviética. Su correspondencia íntima se guarda en el Instituto de Investigaciones sobre Marxismo-Leninismo de Moscú, que sólo ha permitido la publicación de fragmentos de las mismas. Es muy conocida su polémica epistolar con Lenin sobre aspectos de la liberación femenina. Lenin no estaba de acuerdo con un panfleto en que propugnaba el amor libre y que finalmente no fue publicado por entender que se trataba de un concepto burgués.

## La obrera en la Rusia soviética (1920)[9][10]
Inessa Armand publica este texto en el Bulletin Communiste el 8 de julio de 1920, usando como seudónimo Hélène Blonina. Armand comienza el escrito señalando que solamente a partir del poder soviético se pueden crear las condiciones para que la mujer se pueda emancipar.La esclavitud de la mujer no solo era propia del régimen zarista, sino que tanto en las sociedades capitalistas de Europa occidental como en América la mujer experimentaba la misma condición. 
Armand nos señala desde las primeras décadas del siglo XX la doble marginación o discriminación que sufren las mujeres al ser oprimidas desde su condición de proletarias, y al ser violentadas y ultrajadas por su condición de mujer. La sociedad burguesa no consigue emancipar a las mujeres de su vida privada y familiar, sino que por el contrario vuelve a la maternidad como una carga más pesada. En este sentido, la sociedad burguesa impone a la mujer una triple servidumbre: como mujer, como madre y como proletaria.
Es por ello que el poder soviético, que es el poder del proletariado le da la posibilidad a la mujer de emanciparse en tanto que otorgó a la mujer todos los derechos políticos y cívicos en su constitución, incluidos el votar y ser votada. Este reconocimiento de derechos los extiende el poder soviético a la familia, pues el marido o el padre no tiene poder sobre la mujer y, como los niños son considerados futuros ciudadanos, no pueden ser considerados como ilegítimos, todos son legítimos para el poder soviético.
La Rusia comunista no considera que haya tareas propiamente femeninas, pues el proletariado se emancipa en conjunto y la participación de la obrera es activa, ya sea en la vanguardia o en la retaguardia. en el capitalismo, nos dice Armand, las mujeres están alejadas de la vida pública y política; por ello el poder soviético incita a las mujeres a participar activamente en las filas del partido.